# Simona Sodini
Simona Sodini (Sassari, 21 luglio 1982) è un'ex calciatrice italiana, di ruolo attaccante.

## Carriera

### Club
Cresciuta nelle giovanili della Torres, dopo una breve esperienza nella Serie B con l'Attilia Nuoro, nella stagione 1998-1999 raggiunge subito la Serie A con il passaggio al ACF Milan, squadra con cui vince scudetto e supercoppa italiana.
Poi, tornata in Sardegna, ancora Serie A con due neopromosse, nuovamente con l'Attilia Nuoro e la stagione successiva con l'Atletico Oristano, e una prima esperienza al Torino dal 2002 al 2005. Nella stagione 2005-2006 è al M. Matese Bojano, poi una stagione in Serie B ancora a Oristano, prima del ritorno a Torino nel 2007. In maglia granata, con cui stavolta rimane fino al 2012, nel campionato 2008-2009 è stata vice capocannoniere con 22 reti, alle spalle di Patrizia Panico.
Dopo una stagione al Riviera di Romagna, nell'annata 2013-2014 passa all'Inter Milano dove rimane fino a gennaio 2014, quando si svincola e si accorda con il Luserna.
Nell'agosto 2014 decide di accettare l'offerta dal neopromosso Cuneo, dove milita per le successive tre stagioni. Con il passaggio del titolo sportivo del club cuneense alla neonata Juventus, il 9 agosto 2017 si accasa alla squadra bianconera.
Nella stagione 2018-2019 ritorna per la terza volta, 6 anni dopo, al Torino, nella neonata Serie C.

### Nazionale
Ha fatto parte delle varie nazionali Under-15, 17, 18, 20 e 21, e vanta diverse presenze nella nazionale maggiore, con la quale ha esordito a soli 18 anni; è stata inoltre finalista agli europei Under-20.

## Statistiche

### Presenze e reti nei club
Aggiornato al 21 maggio 2018.
| Stagione                 | Squadra                  | Campionato               | Campionato | Campionato | Coppe nazionali | Coppe nazionali | Coppe nazionali | Coppe continentali | Coppe continentali | Coppe continentali | Altre coppe | Altre coppe | Altre coppe | Totale | Totale |
| Stagione                 | Squadra                  | Comp                     | Pres       | Reti       | Comp            | Pres            | Reti            | Comp               | Pres               | Reti               | Comp        | Pres        | Reti        | Pres   | Reti   |
| ------------------------ | ------------------------ | ------------------------ | ---------- | ---------- | --------------- | --------------- | --------------- | ------------------ | ------------------ | ------------------ | ----------- | ----------- | ----------- | ------ | ------ |
| 1997-1998                | Attilia Nuoro            | B                        | 22         | 5          | CI              | ?               | ?               | -                  | -                  | -                  | -           | -           | -           | ?      | ?      |
| 1998-1999                | ACF Milan                | A                        | 19         | 9          | CI              | ?               | ?               | -                  | -                  | -                  | -           | -           | -           | ?      | ?      |
| 1999-2000                | Attilia Nuoro            | A                        | 26         | 7          | CI              | ?               | ?               | -                  | -                  | -                  | -           | -           | -           | ?      | ?      |
| Totale Attilia Nuoro     | Totale Attilia Nuoro     | Totale Attilia Nuoro     | 48         | 12         |                 | ?               | ?               |                    | -                  | -                  |             | -           | -           | 48     | 12     |
| 2000-2001                | Atletico Oristano        | A                        | 24         | 11         | CI              | 4               | 3               | -                  | -                  | -                  | -           | -           | -           | 28     | 14     |
| 2001-2002                | Atletico Oristano        | A                        | 20         | 4          | CI              | -               | -               | -                  | -                  | -                  | -           | -           | -           | ?      | ?      |
| 2002-2003                | Torino                   | A                        | ?          | ?          | CI              | ?               | ?               | -                  | -                  | -                  | -           | -           | -           | ?      | ?      |
| 2003-2004                | Torino                   | A                        | 22         | 22         | CI              | ?               | ?               | -                  | -                  | -                  | -           | -           | -           | 22     | 22     |
| 2004-2005                | Torino                   | A                        | 21         | 12         | CI              | ?               | ?               | -                  | -                  | -                  | -           | -           | -           | 21     | 12     |
| 2005-2006                | M. Matese Bojano         | A                        | 5          | 5          | CI              | ?               | ?               | -                  | -                  | -                  | -           | -           | -           | 24     | 14     |
| 2006-2007                | Atletico Oristano        | A2                       | 22         | 23         | CI              | ?               | ?               | -                  | -                  | -                  | -           | -           | -           | 22     | 13     |
| Totale Atletico Oristano | Totale Atletico Oristano | Totale Atletico Oristano | 66         | 38         |                 | ?               | ?               |                    | -                  | -                  |             | -           | -           | 66     | 38     |
| 2007-2008                | Torino                   | A                        | 22         | 11         | CI              | ?               | ?               | -                  | -                  | -                  | -           | -           | -           | 22     | 11     |
| 2008-2009                | Torino                   | A                        | 22         | 22         | CI              | ?               | ?               | -                  | -                  | -                  | -           | -           | -           | 22     | 22     |
| 2009-2010                | Torino                   | A                        | 21         | 12         | CI              | ?               | ?               | -                  | -                  | -                  | -           | -           | -           | 21     | 12     |
| 2010-2011                | Torino                   | A                        | 18         | 12         | CI              | ?               | ?               | -                  | -                  | -                  | -           | -           | -           | 18     | 12     |
| 2011-2012                | Torino                   | A                        | 26         | 15         | CI              | ?               | ?               | -                  | -                  | -                  | -           | -           | -           | 26     | 15     |
| Totale Torino            | Totale Torino            | Totale Torino            | 157        | 105        |                 | ?               | ?               |                    | -                  | -                  |             | -           | -           | 157    | 105    |
| 2012-2013                | Riviera di Romagna       | A                        | 26         | 22         | CI              | ?               | ?               |                    | -                  | -                  |             | -           | -           | 26     | 22     |
| sett.-nov. 2013          | Inter Milano             | A                        | 10         | 1          | CI              | ?               | ?               |                    | -                  | -                  |             | -           | -           | 10     | 1      |
| gen.-mag. 2014           | Luserna                  | B                        | 12         | 16         | CI              | 0               | 0               |                    | -                  | -                  |             | -           | -           | 12     | 16     |
| 2014-2015                | Cuneo                    | A                        | 21         | 13         | CI              | 3               | 1               | -                  | -                  | -                  | -           | -           | -           | 24     | 14     |
| 2015-2016                | Cuneo                    | B                        | 0          | 0          | CI              | 0               | 0               | -                  | -                  | -                  | -           | -           | -           | 0      | 0      |
| 2016-2017                | Cuneo                    | A                        | 22         | 10         | CI              | 2               | 1               | -                  | -                  | -                  | -           | -           | -           | 24     | 11     |
| Totale Cuneo             | Totale Cuneo             | Totale Cuneo             | 43         | 23         |                 | 5               | 2               |                    | -                  | -                  |             | -           | -           | 48     | 25     |
| 2017-2018                | Juventus                 | A                        | 3          | 0          | CI              | 3               | 3               |                    | -                  | -                  |             | -           | -           | 6      | 3      |
| Totale carriera          | Totale carriera          | Totale carriera          | 382+       | 232+       |                 | 8+              | 5+              |                    | -                  | -                  |             | -           | -           | 390+   | 237+   |

### Cronologia presenze e reti in nazionale
| Cronologia completa delle presenze e delle reti in nazionale ― Italia | Cronologia completa delle presenze e delle reti in nazionale ― Italia | Cronologia completa delle presenze e delle reti in nazionale ― Italia | Cronologia completa delle presenze e delle reti in nazionale ― Italia | Cronologia completa delle presenze e delle reti in nazionale ― Italia | Cronologia completa delle presenze e delle reti in nazionale ― Italia | Cronologia completa delle presenze e delle reti in nazionale ― Italia | Cronologia completa delle presenze e delle reti in nazionale ― Italia |
| Data                                                                  | Città                                                                 | In casa                                                               | Risultato                                                             | Ospiti                                                                | Competizione                                                          | Reti                                                                  | Note                                                                  |
| --------------------------------------------------------------------- | --------------------------------------------------------------------- | --------------------------------------------------------------------- | --------------------------------------------------------------------- | --------------------------------------------------------------------- | --------------------------------------------------------------------- | --------------------------------------------------------------------- | --------------------------------------------------------------------- |
| 8-9-2001                                                              | Reykjavík                                                             | Islanda                                                               | 2 – 1                                                                 | Italia                                                                | Qual. Mondiali 2003                                                   | -                                                                     | 80’                                                                   |
| 8-4-2009                                                              | Kilmarnock                                                            | Scozia                                                                | 1 – 4                                                                 | Italia                                                                | Amichevole                                                            | -                                                                     |                                                                       |
| 24-10-2009                                                            | Erevan                                                                | Armenia                                                               | 0 – 8                                                                 | Italia                                                                | Qual. Mondiali 2011                                                   | -                                                                     | 74’                                                                   |
| Totale                                                                |                                                                       | Presenze                                                              | 3                                                                     |                                                                       | Reti                                                                  | 0                                                                     |                                                                       |

## Palmarès
- Campionato italiano: 2

Milan: 1998-1999
Juventus: 2017-2018
- Supercoppa italiana: 1

Milan: 1998